# Drosophila willistoni
Drosophila willistoni Sturtevant, 1916, è un insetto del genere Drosophila (Diptera: Drosophilidae), sottogene Sophophora. Si trova nel continente americano dalla Florida all'Argentina.